# Agapènor
Agapènor (grec antic: Ἀγαπήνωρ, llatí: Agapenor) va ser fill d'Anceu i net de Licurg.
Fou un mític rei d'Arcàdia, que vivia a Tègea. Figura al Catàleg de les naus de la Ilíada com a cabdill del contingent arcadi, i comandava seixanta naus, amb les quals va anar a lluitar amb la seva gent a la Guerra de Troia, lligat pel jurament que havia fet a Tindàreu com a antic pretendent d'Helena. També s'explica que va ser un dels homes que van entrar a la ciutat amagats dins del Cavall.
A la tornada, una tempesta el va portar a la costa de Xipre, on va fundar la ciutat de Pafos i hi edificà un temple en honor d'Afrodita. Quan encara era a Tègea, abans d'anar a la guerra, els fills de Fegeu, Angènor i Prònous, van trobar al seu palau els dos fills d'Alcmeó. Aquests últims van matar els fills de Fegeu per venjar la mort del seu pare.